# كلشترباخ
كلشترباخ (بالألمانية: Kelsterbach) هي Gemarkung، مدينة وبلدة ألمانية تقع في ألمانيا في غروس-غيراو. يقدر عدد سكانها بـ 13,664 نسمة .